# Opel Kadett
Opel Kadett – samochód osobowy produkowany pod marką Opel w latach 1936–1940, a następnie 1962–1993. Można wyróżnić następujące generacje tego auta:
- Opel Kadett I, 1937
- Opel Kadett II, 1938
- Opel Kadett A, od 1962 do 1965
- Opel Kadett B, od 1965 do 1973
- Opel Kadett C, od 1973 do 1979
- Opel Kadett D, od 1979 do 1984
- Opel Kadett E, od 1984 do 1991
- Opel Kadett E (cabrio) do 1993

Opel Kadett E później pod marką Daewoo produkowany na licencji w Korei i Lublinie jako Daewoo Nexia – wcześniej do roku 1994 produkowany jako Daewoo Racer, w Brazylii pod nazwą Chevrolet Kadett produkowany do 1998, w USA – Pontiac Le Mans, w Kanadzie Passport Optima, w Wielkiej Brytanii – Vauxhall Astra Mk II.
Następcą Opla Kadetta jest Opel Astra. Na bazie Kadetta stworzono samochód Daewoo Nexia.

## Opel Kadett I
Nazwę Kadett nadano samochodom w 1936. W tym roku zakład w Rüsselsheim zaprezentował model Opel Kadett, przy produkcji którego  wykorzystano nowoczesną samonośną konstrukcję karoserii, wzorowaną na większym modelu Olympia. Kosztował wówczas 2100 marek. Ten model był napędzany rzędowym czterocylindrowym silnikiem o pojemności 1,1 l uzyskującym moc 23 koni mechanicznych. Samochód ten osiągał prędkość maksymalną 98 km/h. Produkowany był w odmianie czterodrzwiowej i dwudrzwiowej. W roku 1938 Kadett uzyskał nowy wygląd. Zmieniono mu wystrój wewnętrzny oraz kilka elementów nadwozia. Do roku 1940 dealerzy Opla sprzedali 107 608 sztuk Kadetta.
Po II wojnie światowej produkcja czterodrzwiowej odmiany Kadetta została uruchomiona w ZSRR na podstawie odtworzonej dokumentacji w ramach reparacji wojennych jako Moskwicz 400.

## Opel Kadett A

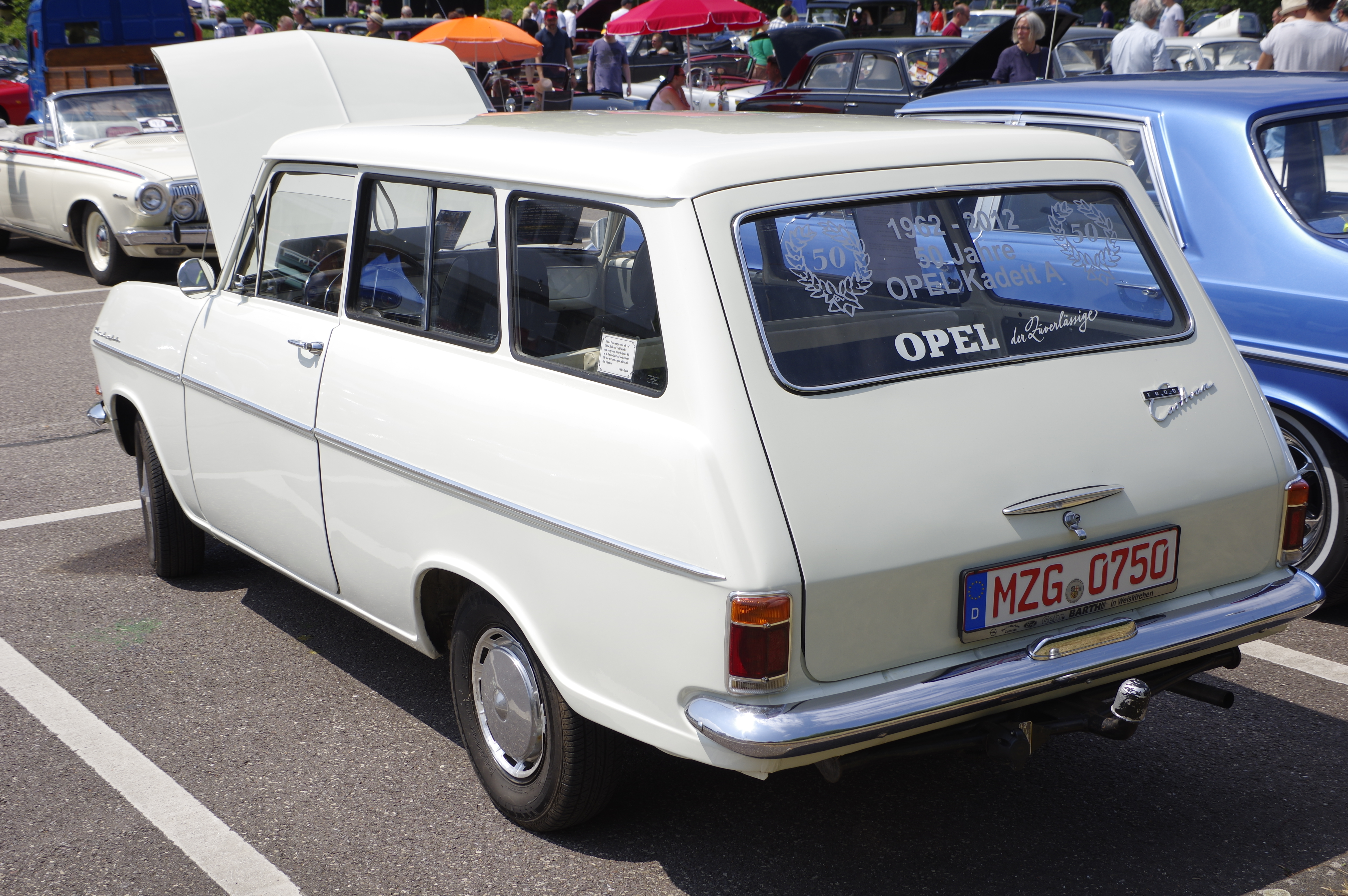
Opel Kadett A Kombi

Później, ze względu na II wojnę światową, fabryka zaprzestała produkcji samochodów cywilnych, koncentrując się na dostawach dla wojska. Dlatego następna wersja pojazdu pod szyldem Kadetta miała premierę po ponad dwudziestu latach, kiedy w 1962 część produkcji została przeniesiona do nowej fabryki w Bochum. W tej kolebce samochodów kompaktowych ujrzał światło dzienne Kadett A. Był to pojazd wyposażony w czterobiegową, manualną skrzynię biegów, napędzany czterocylindrowym silnikiem o pojemności 1 litra (993 cm³), osiągającym moc 40 KM przy 5000 obr./min i rozpędzającym auto do prędkości 120 km/h.

### Dane techniczne
| Wersja             | Silnik:                 | Układ zasilania:   | Średnica × skok tłoka: | St. sprężania:     | Moc maksymalna:                  | Maks. moment obrotowy       | 0-100 km/h:        | V-max:             |
| Silniki benzynowe: | Silniki benzynowe:      | Silniki benzynowe: | Silniki benzynowe:     | Silniki benzynowe: | Silniki benzynowe:               | Silniki benzynowe:          | Silniki benzynowe: | Silniki benzynowe: |
| ------------------ | ----------------------- | ------------------ | ---------------------- | ------------------ | -------------------------------- | --------------------------- | ------------------ | ------------------ |
| 1000               | R4 1,0 l (993 cm³), OHV | gaźnik             | 72,00 mm × 61,00 mm    | 7,8:1              | 40 KM (29 kW) przy 5000 obr./min | 76,5 N•m przy 2200 obr./min | 28,0 s             | 120 km/h           |
| 1000 S             | R4 1,0 l (993 cm³), OHV | gaźnik             | 72,00 mm × 61,00 mm    | 8,8:1              | 48 KM (35 kW) przy 5000 obr./min | 76,5 N•m przy 2800 obr./min | 19,0 s             | 133 km/h           |

## Opel Kadett B

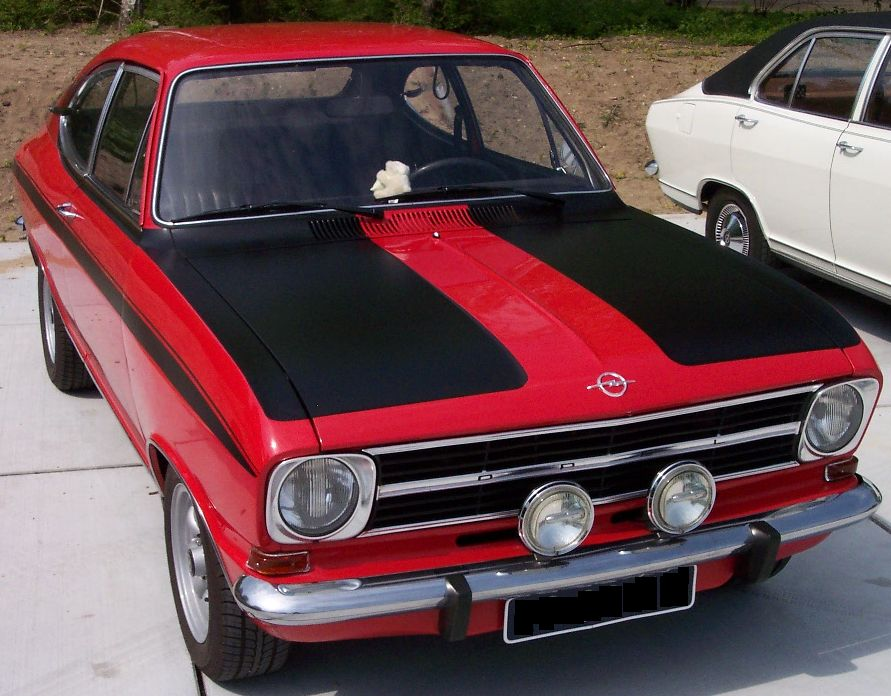
Opel Kadett B po liftingu

W 1965 z fabryki wyjechała nowa generacja Kadetta: wersja B. A właściwie produkowana do 1967 roku wersja B1. Poza nowym wyglądem, samochód został wyposażony w szeroką gamę jednostek napędowych: od podstawowej o pojemności 1,1 litra i mocy 45 KM (130 km/h) do usportowionej 1.9S o mocy 90 KM (168 km/h). Konstruktorzy opracowali też szereg nadwozi od 3-drzwiowego coupe do pełnego sedana. Późniejsza wersja B2 różniła się zmienionym wyglądem zewnętrznym. Cena tego samochodu w Niemczech wahała się (w zależności od wersji silnika) od 5100 do 9500 marek. W 1966 roku Opel świętował rocznicę produkcyjną w Bochum: halę fabryczną opuścił milionowy Opel Kadett.
W 1971 roku przeprowadzono lifting pojazdu.

### Dane techniczne
| Wersja             | Silnik:                  | Układ zasilania:   | Średnica × skok tłoka: | St. sprężania:     | Moc maksymalna:                  | Maks. moment obrotowy           | 0-100 km/h:        | V-max:             |
| Silniki benzynowe: | Silniki benzynowe:       | Silniki benzynowe: | Silniki benzynowe:     | Silniki benzynowe: | Silniki benzynowe:               | Silniki benzynowe:              | Silniki benzynowe: | Silniki benzynowe: |
| ------------------ | ------------------------ | ------------------ | ---------------------- | ------------------ | -------------------------------- | ------------------------------- | ------------------ | ------------------ |
| 1100               | R4 1,1 l (1078 cm³), OHV | gaźnik             | 75,00 mm × 61,00 mm    | 7,6:1              | 45 KM (33 kW) przy 5000 obr./min | 74 N•m przy 2400-3200 obr./min  | 26,0 s             | 125 km/h           |
| 1100               | R4 1,1 l (1078 cm³), OHV | gaźnik             | 75,00 mm × 61,00 mm    | 7,8:1              | 50 KM (37 kW) przy 5400 obr./min | 73 N•m przy 3000 obr./min       | 21,5 s             | 130 km/h           |
| 1100 S             | R4 1,1 l (1078 cm³), OHV | gaźnik             | 75,00 mm × 61,00 mm    | 8,8:1              | 55 KM (40 kW) przy 5400 obr./min | 81 N•m przy 2400-3600 obr./min  | 19,0 s             | 135 km/h           |
| 1100 SR            | R4 1,1 l (1078 cm³), OHV | gaźnik             | 75,00 mm × 61,00 mm    | 9,2:1              | 60 KM (44 kW) przy 5200 obr./min | 83 N•m przy 3800-5000 obr./min  | 17,0 s             | 140 km/h           |
| 1200 S             | R4 1,2 l (1196 cm³), OHV | gaźnik             | 79,00 mm × 61,00 mm    | 9,0:1              | 60 KM (44 kW) przy 5400 obr./min | 88 N•m przy 3000-3800 obr./min  | 17,0 s             | 140 km/h           |
| 1700 S             | R4 1,7 l (1698 cm³), OHV | gaźnik             | 88,00 mm × 69,80 mm    | 9,5:1              | 75 KM (55 kW) przy 5200 obr./min | 128 N•m przy 2700 obr./min      | 14,0 s             | 155 km/h           |
| 1900 S             | R4 1,9 l (1879 cm³), OHV | gaźnik             | 93,00 mm × 69,80 mm    | 9,0:1              | 90 KM (66 kW) przy 5100 obr./min | 146 N•m przy 2500-3100 obr./min | 13,0 s             | 166 km/h           |

## Opel Kadett C

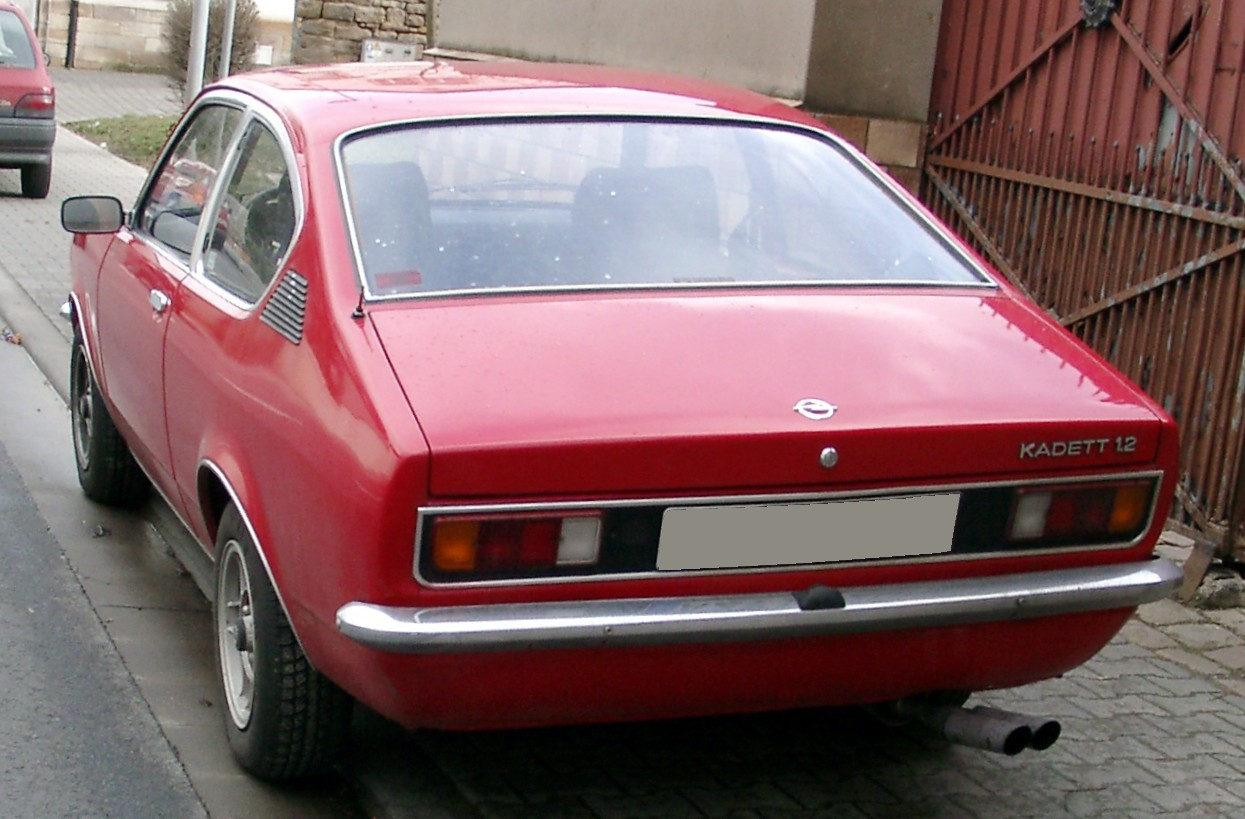
Opel Kadett C przed liftingiem - tył

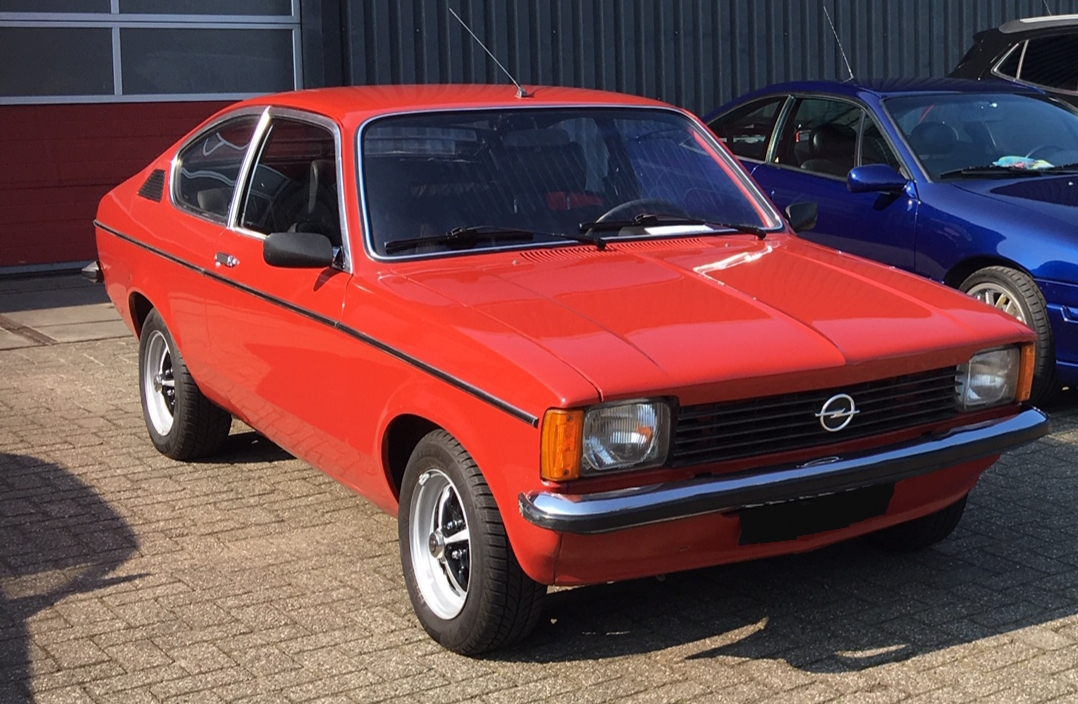
Opel Kadett C po liftingu

W 1973 roku Opel wypuścił kolejną wersję Kadetta: C. Był to samochód o klasycznym układzie napędowym: silnik z przodu, napęd na tylną oś. Podstawową jednostką tego modelu był czterocylindrowy silnik o pojemności 1196 cm³, o mocy 52 KM przy 5600 obr./min, pozwalający uzyskać prędkość 140 km/h. Opel zadbał o możliwość wyboru wśród wielu innych silników i wersji nadwozia (coupé, limuzyna, caravan oraz specjalne: city i aero). Zapędy do konstruowania samochodów sportowych zaowocowały Kadettem GT/E, bolidem o poprawionych własnościach jezdnych i silnikiem o pojemności 1,9 l, mocy 105 KM, umożliwiającym osiągnięcie prędkości maksymalnej 184 km/h. Przyspieszenie 0–100 km/h wynosiło 10,2 s.
Wszystkie dotychczasowe modele Opla (z kadettami włącznie) miały napęd na tylną oś. W latach sześćdziesiątych wiele firm stosowało już na szeroką skalę w swoich wozach napęd przedni. Oczywiste bowiem stały się korzyści płynące z tego rodzaju rozwiązania, a wśród nich możliwość łatwiejszego znalezienia miejsca dla pasażerów samochodu. Opel pozostał jednak konserwatywny, pomimo że macierzysty koncern GM był propagatorem przedniego napędu w USA i to w wozach dużych. Rozpoczęcie prac nad nowym modelem Kadett, o zupełnie zmienionej koncepcji układu napędowego, nastąpiło pod koniec roku 1974. Opel musiał zareagować na ukazanie się kilka miesięcy wcześniej przednionapędowego samochodu Volkswagen Golf I.
W lipcu 1977 roku samochód przeszedł lifting.
| Wersja             | Silnik:                   | Układ zasilania:   | Średnica × skok tłoka: | St. sprężania:     | Moc maksymalna:                   | Maks. moment obrotowy           | 0-100 km/h:        | V-max:             |
| Silniki benzynowe: | Silniki benzynowe:        | Silniki benzynowe: | Silniki benzynowe:     | Silniki benzynowe: | Silniki benzynowe:                | Silniki benzynowe:              | Silniki benzynowe: | Silniki benzynowe: |
| ------------------ | ------------------------- | ------------------ | ---------------------- | ------------------ | --------------------------------- | ------------------------------- | ------------------ | ------------------ |
| 1.1                | R4 1,1 l (1078 cm³), OHV  | gaźnik             | 75,00 mm × 61,00 mm    | 7,8:1              | 51 KM (37 kW) przy 5600 obr./min  | 73 N•m przy 2400-3000 obr./min  | b/d                | 130 km/h           |
| 1.2 S              | R4 1,2 l (1196 cm³), OHV  | gaźnik             | 79,00 mm × 61,00 mm    | 9,0:1              | 61 KM (45 kW) przy 5400 obr./min  | 88 N•m przy 3000-3800 obr./min  | b/d                | 140 km/h           |
| 1.9 Rallye         | R4 1,9 l (1897 cm³), SOHC | gaźnik             | 93,00 mm × 69,80 mm    | 9,0:1              | 91 KM (67 kW) przy 5100 obr./min  | 146 N•m przy 2800-3100 obr./min | b/d                | b/d                |
| 1.9 GTE            | R4 1,9 l (1897 cm³), SOHC | wtrysk             | 93,00 mm × 69,80 mm    | 9,2:1              | 107 KM (78 kW) przy 5400 obr./min | 149 N•m przy 4600 obr./min      | b/d                | b/d                |

## Opel Kadett D

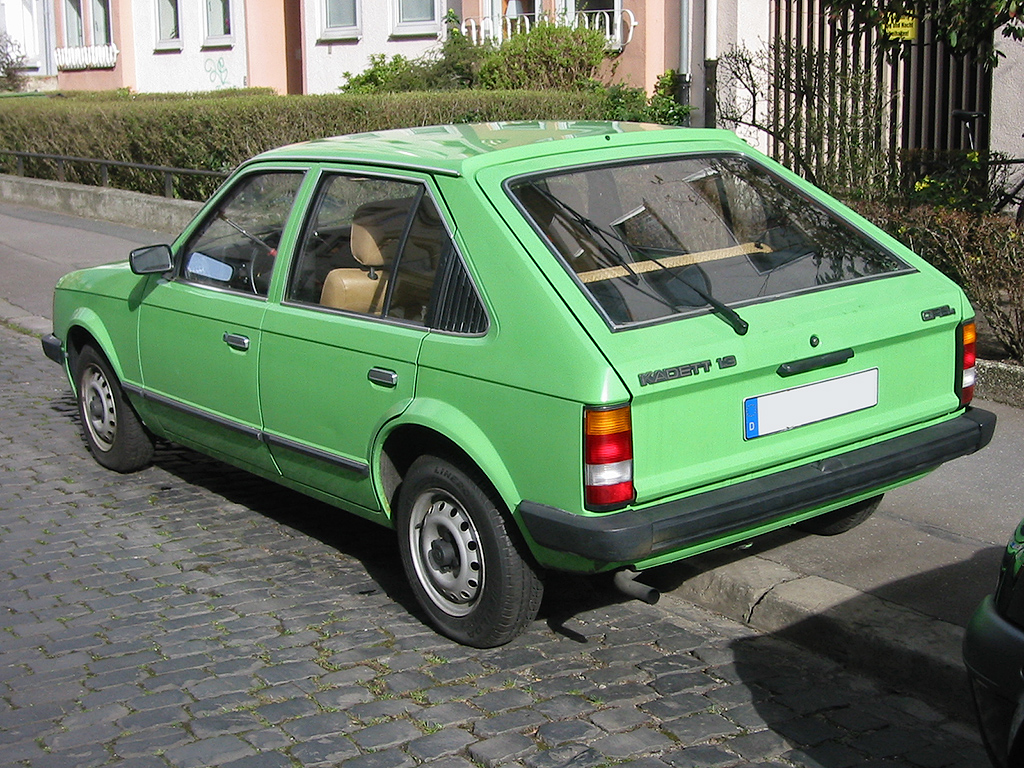
Opel Kadett D - tył

Wprowadzenie do produkcji nowego Kadetta w 1979 roku (o 5 lat później niż Golfa) było ważnym wydarzeniem w historii firmy Opel: po raz pierwszy, po osiemdziesięciu latach budowania samochodów osobowych, firma zdecydowała się na zastosowanie przedniego napędu. Nadwozie tego nowego Opla o długości nie przekraczającej 4 metrów, nawiązywało sylwetką do największych samochodów Opel Monza i Opel Senator. Ponadto przypominało produkt GM: Chevrolet Chevette. Nowy model "dysponował" wieloma wersjami nadwozia, różnym wyposażeniem, oraz kilkoma silnikami: o różnych pojemnościach, mocach i wykonaniu. Jednym z ciekawszych wersji był model Kadett GTE. Pojazd ten wyposażony był w 1,8-litrowy silnik o mocy 115 KM przy 5800 obr./min 5-biegową, synchronizowaną skrzynię biegów oraz wtrysk paliwa Bosch LE-Jetronic. Osiągał prędkość 187 km/h oraz przyspieszenie 0–100 km/h: 9,5 sekundy. Wymogi rynku spowodowały, że Opel musiał wprowadzić nowy model. I tak w 1984 z fabryki wyjechał ostatni Kadett w wersji D. W plebiscycie na Europejski Samochód Roku 1980 samochód zajął 2. pozycję (za Lancią Deltą).

### Wersje silnikowe
| wersja | pojemność | głowica/rozrząd         | moc max.             | max.moment obr.     | przyspieszenie 0-100km/h | prędkość max. |
| ------ | --------- | ----------------------- | -------------------- | ------------------- | ------------------------ | ------------- |
| 1.0N   | 998cm3    | żeliwo/łańcuch rozrządu | 40 KM/5800 obr./min  | bd                  | bd                       | bd            |
| 1.0S   | 998cm3    | żeliwo/łańcuch rozrządu | 50 KM/5800 obr./min  | bd                  | bd                       | bd            |
| 1.2N   | 1187cm3   | żeliwo/łańcuch rozrządu | 50 KM/5800 obr./min  | bd                  | bd                       | bd            |
| 1.2S   | 1187cm3   | żeliwo/łańcuch rozrządu | 60 KM/5800 obr./min  | 88Nm/3000 obr./min  | bd                       | 150 km/h      |
| 1.2ST  | 1171cm3   | aluminium.pasek zębaty  | 54 KM/5600 obr./min  | 90Nm/2200 obr./min  | bd                       | 145 km/h      |
| 1.3N   | 1281cm3   | aluminium.pasek zębaty  | 60 KM/5800 obr./min  | 94Nm/3400 obr./min  | bd                       | 150 km/h      |
| 1.3S   | 1281cm3   | aluminium.pasek zębaty  | 75 KM/5800 obr./min  | 101Nm/3800 obr./min | bd                       | 162 km/h      |
| 1.6S   | 1587cm3   | aluminium.pasek zębaty  | 90 KM/5800 obr./min  | 126Nm/3800 obr./min | bd                       | 170 km/h      |
| 1.6D   | 1587cm3   | aluminium.pasek zębaty  | 54 KM/4600 obr./min  | 96Nm/2400 obr./min  | bd                       | 143 km/h      |
| 1.8E   | 1771cm3   | aluminium.pasek zębaty  | 115 KM/5800 obr./min | 151Nm/4800 obr./min | 9,5 s.                   | 187 km/h      |

Produkowano także wersje:

Rajdowa – Opel Kadett D 400

Terenowa – Opel Kadett D Tramp (fabryczna przeróbka dla Opla przez firmę Irmscher)

Cabrio – fabryczna przeróbka dla Opla przez zewnętrzne firmy.

Wersje specjalne – m.in. naukę jazdy.

## Opel Kadett E

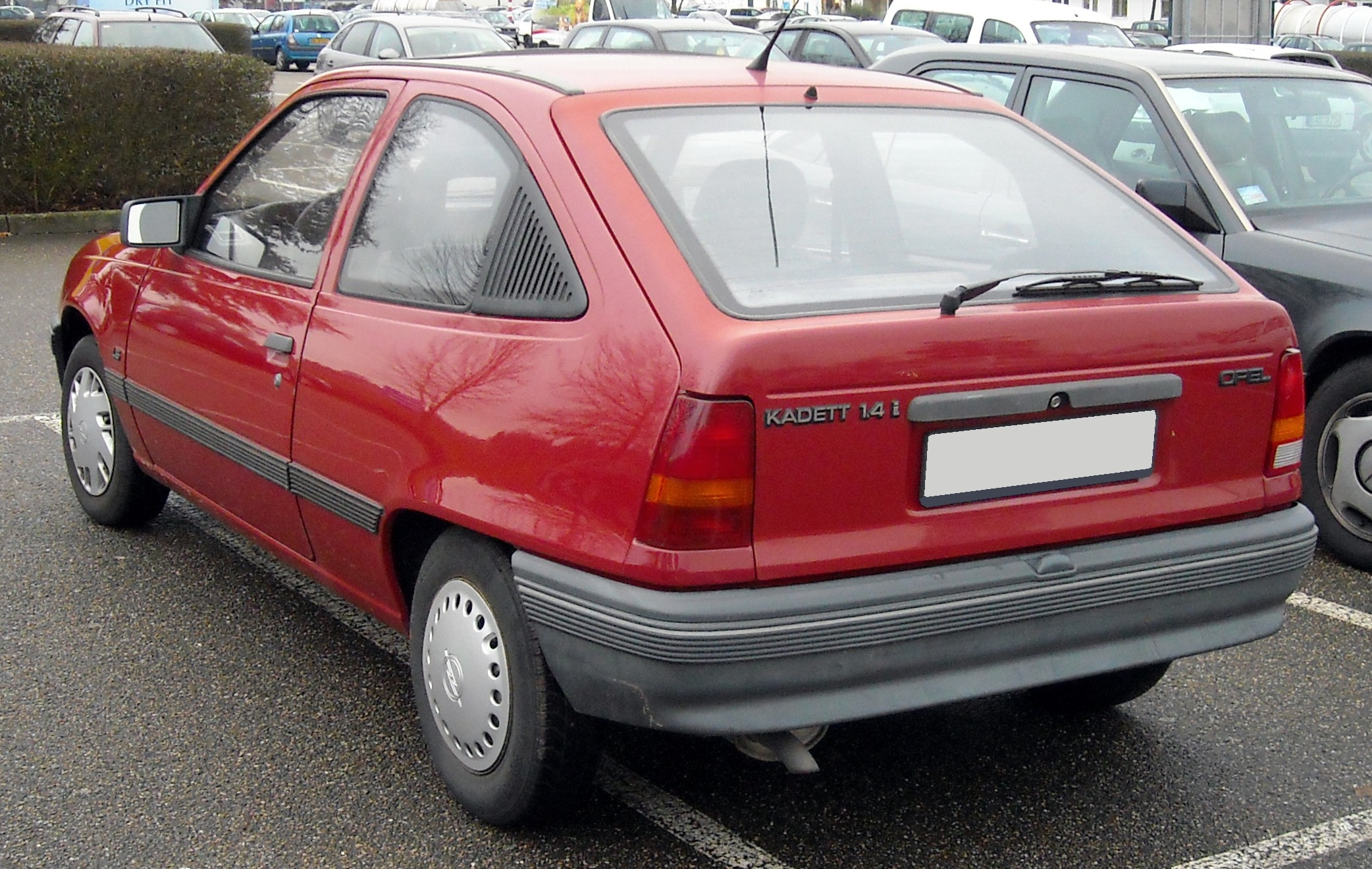
Opel Kadett E przed liftingiem - tył

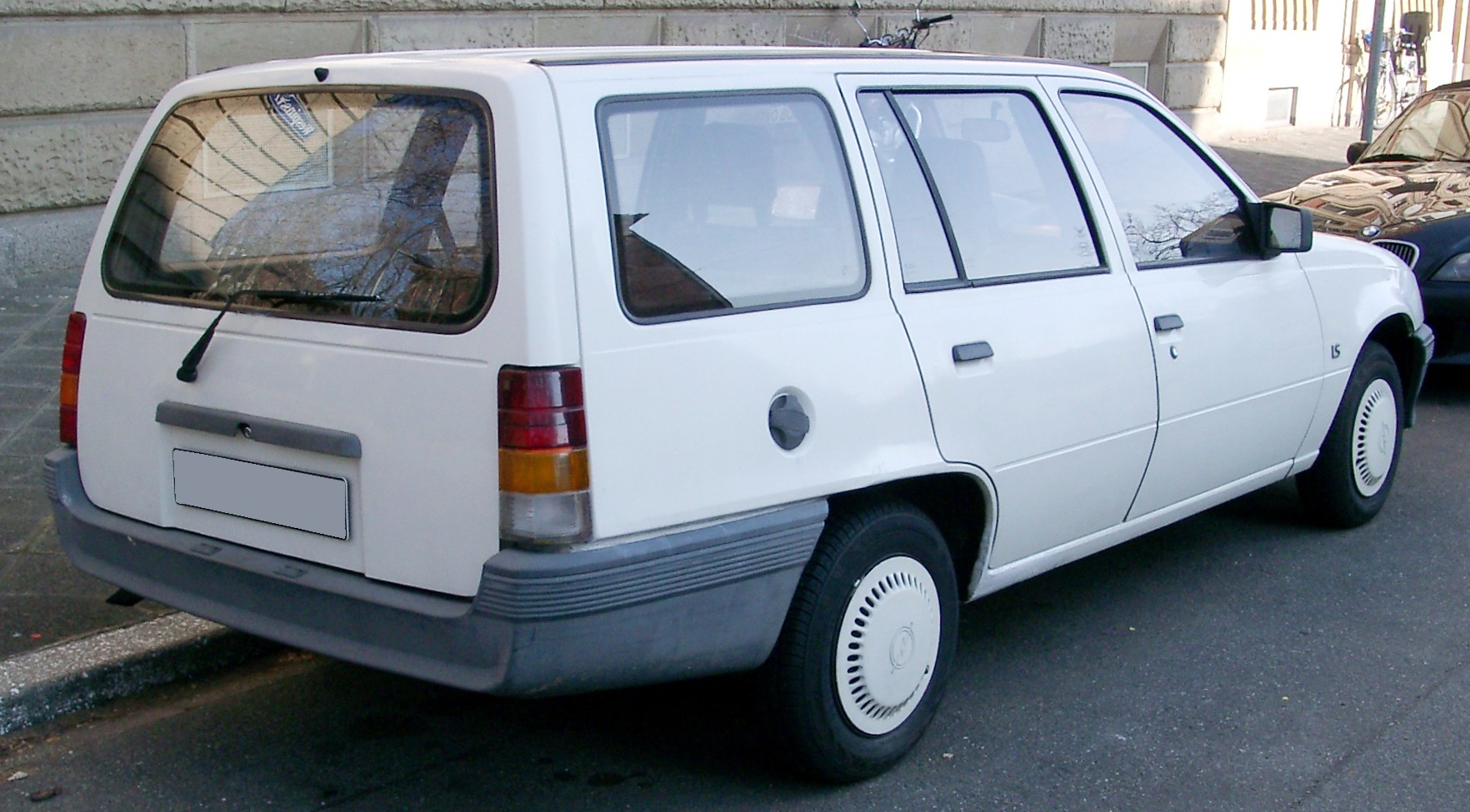
Opel Kadett E Kombi

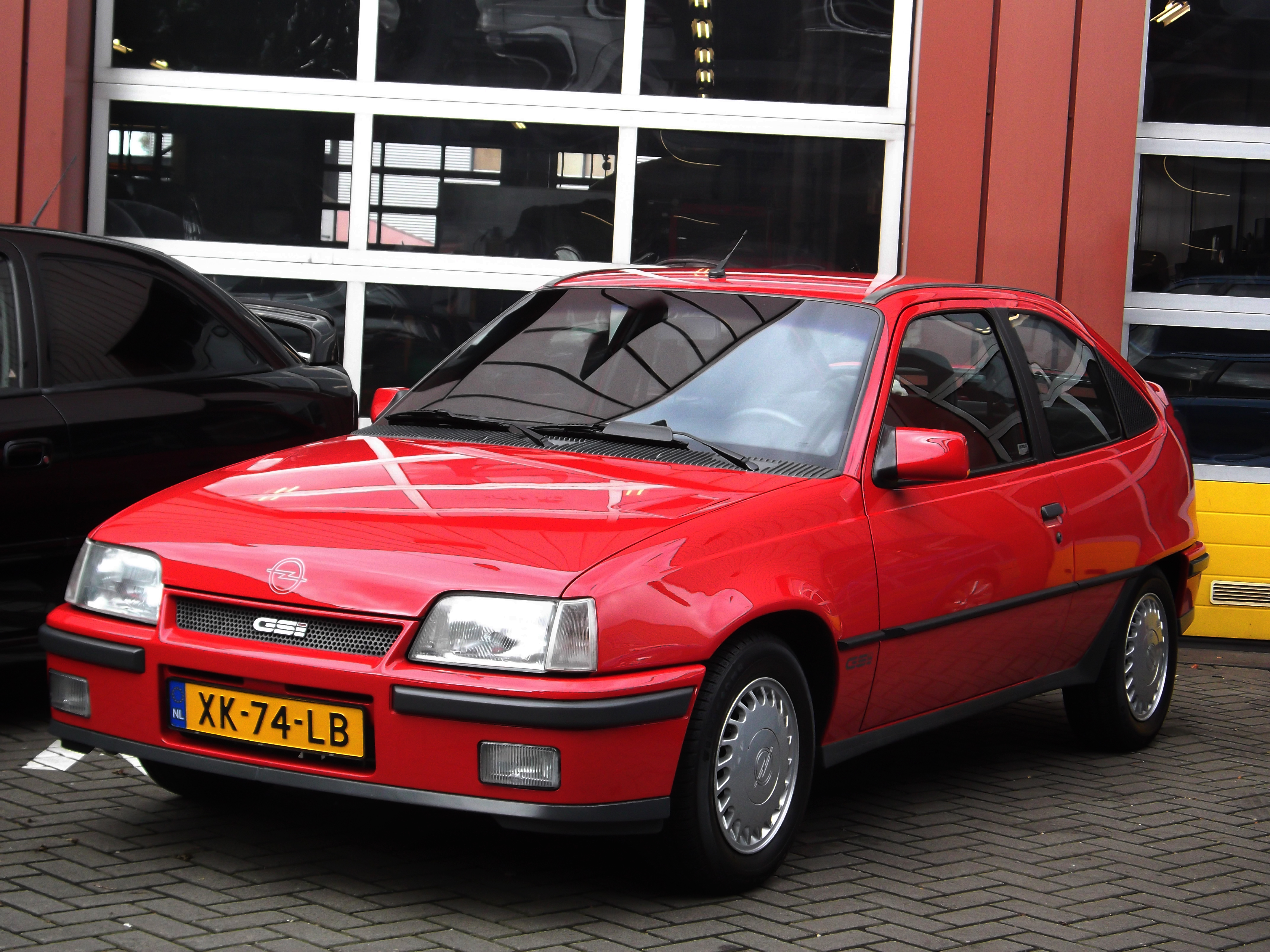
Opel Kadett E GSI

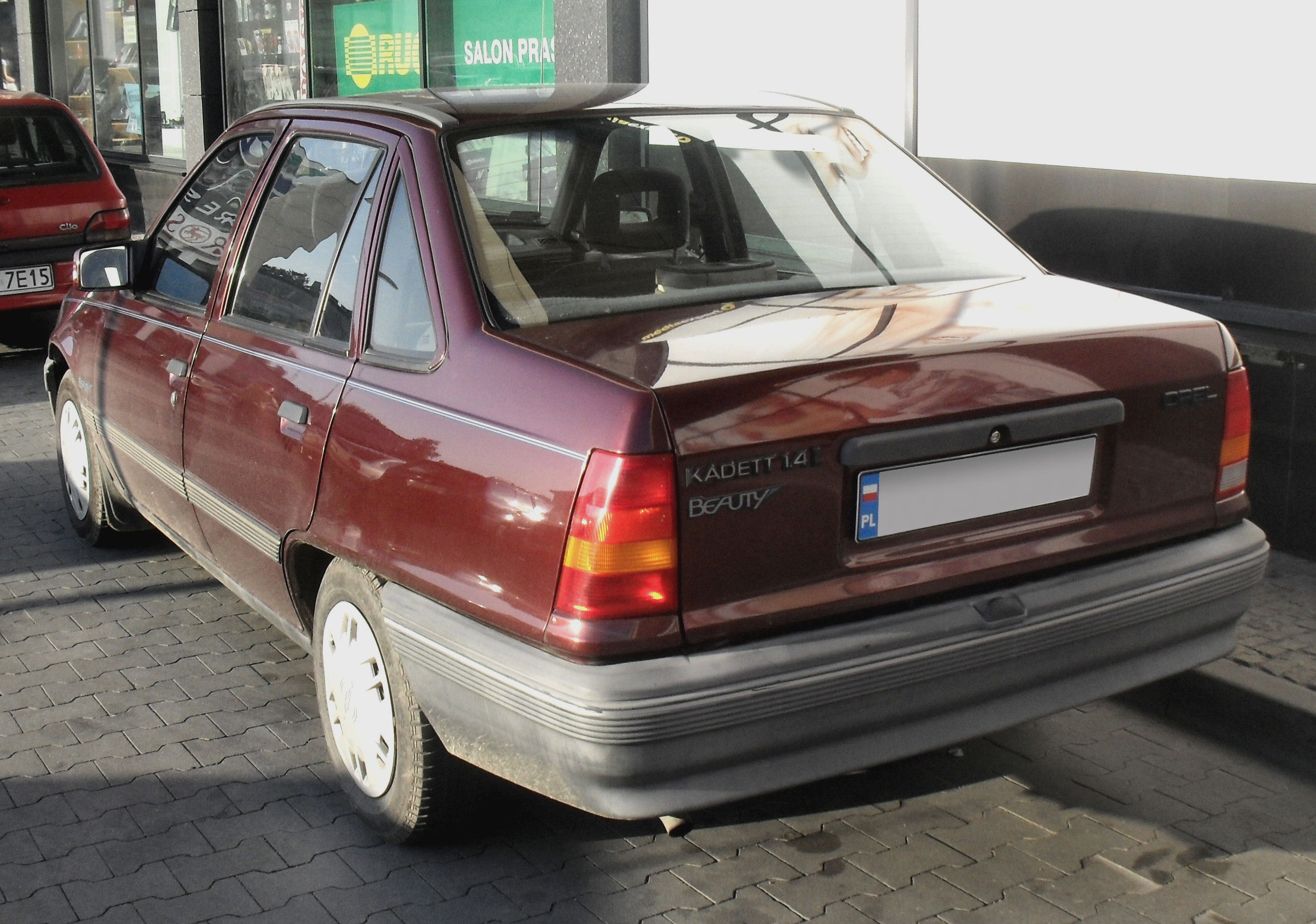
Opel Kadett E Sedan

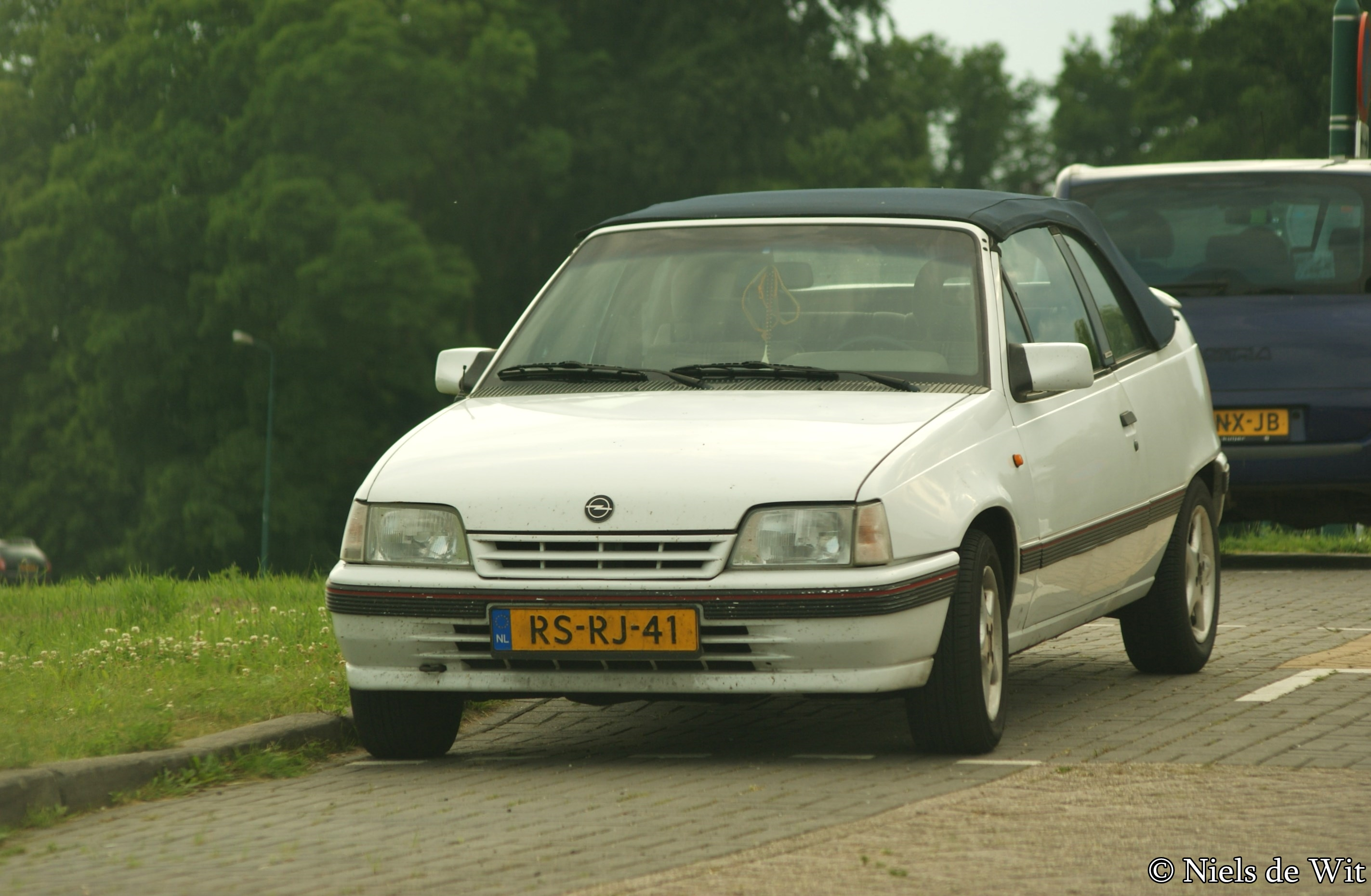
Opel Kadett E Cabrio

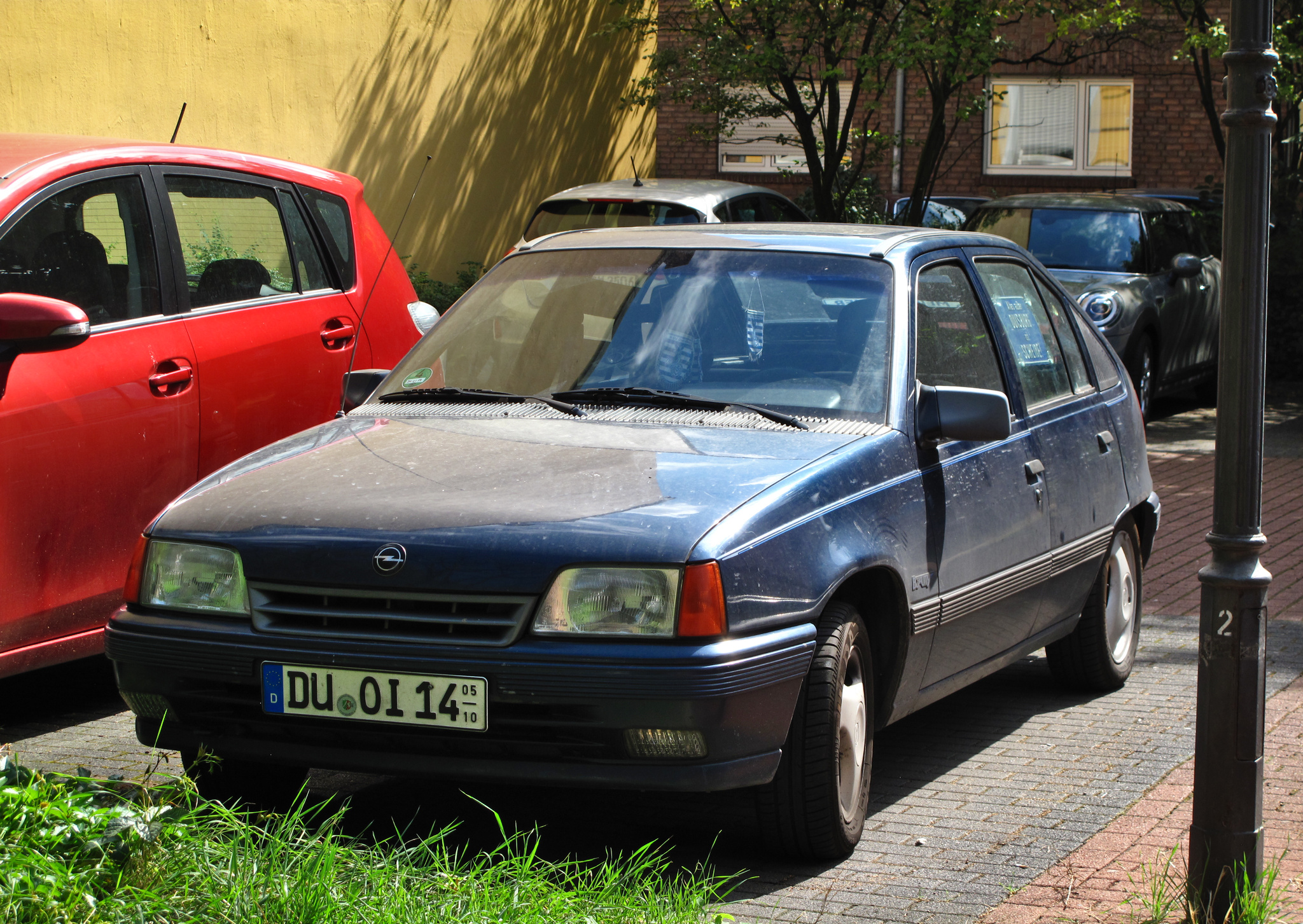
Opel Kadett E po liftingu

Opel Kadett E został zaprezentowany w 1984 roku, a rok później zwyciężył konkurs na Europejski Samochód Roku. Początkowo występował w wersji trzy- lub pięciodrzwiowego hatchbacka oraz pięciodrzwiowego kombi, lecz w 1985 roku pojawiła się odmiana z bardziej konwencjonalnym trójbryłowym nadwoziem z bagażnikiem, nagrodzona tytułem Irlandzkiego Auta Roku. Stopniowo pojawiły się też inne wersje – 3-drzwiowe kombi (1986) oraz kabriolet (1987), a także opracowany na tej samej platformie dostawczy Opel Kadett Combo.
W porównaniu ze swoim poprzednikiem (Opel Kadett D), nadwozie Opla Kadetta E wyróżnia się przede wszystkim aerodynamicznymi detalami nadwozia. Współczynnik oporu zredukowano z Cx-39 do Cx-32, a w modelu GSi nawet do Cx-30. Efekt ten uzyskano dzięki dodatkowemu uszczelnieniu otworów nadwozia (np. otworów, w których osadzone są reflektory) oraz odpowiedniemu wyprofilowaniu przedniego spoilera. Zmodernizowano również wnętrze samochodu, m.in. poprawiono kształt siedzeń. Większym zmianom nie uległy elementy podwozia. Pojemność bagażnika w wersji hatchback wynosi 390 litrów, a po złożeniu tylnej kanapy zwiększa się do 1000 l. W wyposażeniu standardowym znalazły się nowoczesne wówczas rozwiązania, takie jak: możliwość regulowania lusterek od wewnątrz, alarm włączonych świateł, regulowane zaczepy przednich pasów oraz podświetlane przyciski i przyrządy.
W lutym 1989 roku auto przeszło lifting.

### Opel Kadett Impuls
W 1990 roku jako projekt badawczy powstał Kadett Impuls, będąc jednocześnie jednym z pierwszych elektrycznych samochodów. Celem projektu było sprawdzenie, jak elektryczne auto, zbudowane w oparciu o seryjnie produkowany model, będzie nadawało się do ówczesnego ruchu miejskiego. Podstawowymi warunkami było to, że miarę możliwości prototyp miał zachować funkcjonalność i przestronność spalinowego pierwowzoru. Do napędu wykorzystano silnik o mocy 22 KM, który przyśpieszał do 50 km/h w 10 sekund, a prędkość maksymalna wynosiła około 100 km/h. Do magazynowania energii posłużyły niklowo-kadmowe baterie o pojemności 14,3 kWh, które dla lepszego rozkładu masy umieszczono w komorze silnika i pod bagażnikiem. Pojazd do pełna ładował się w 5 godzin, a zasięg wynosił 80 km. Podczas hamowania częściowo wykorzystywał generowaną energię kinetyczną i doładowywał baterię. Wraz z konwersją na napęd elektryczny nieco pogorszyły się możliwości transportowe samochodu, pojemność bagażnika zmniejszyła się o 60 litrów, ładowność o 140 kg. Prototyp powstał w kooperacji z koncernem energetycznym RWE i producentem akumulatorów SAFT

### Silniki
Pierwotna gama silnikowa Kadetta E obejmowała 7 jednostek napędowych o pojemnościach od 1,2 do 1,8 i zakresie mocy 54–115 koni mechanicznych. Dwa lata później pojawiły się silniki 1,6 i 1,6 z katalizatorem, a także 2-litrowe GSi (115 KM). Wraz z wprowadzeniem modelu cabrio na rynek trafiła nowa jednostka o pojemności 1,8 z elektronicznym wtryskiem paliwa. W roku 1988 wprowadzono najmocniejszy silnik 2.0 GSi 16V (150 KM). Od stycznia 1989 roku wszystkie modele Opla Kadetta wyposażone w ten silnik, miały seryjnie montowany ABS. We wrześniu tego samego roku dotychczasowy silnik 1.3i, zastąpiła nowa jednostka 1.4i.
- Benzynowe

| Silnik       | Pojemność skokowa cm³ | Typ silnika | Typ  | Kod silnika | Liczba cylindrów | Liczba zaworów | Moc maksymalna  | Przyśpieszenie 0-100 km/h | Lata produkcji  |
| ------------ | --------------------- | ----------- | ---- | ----------- | ---------------- | -------------- | --------------- | ------------------------- | --------------- |
| 1.2S         | 1196                  | R4          | OHV  | 12SC        | 4                | 8              | 40 kW (54 KM)   | -                         | 08.1984–07.1986 |
| 1.2S         | 1196                  | R4          | OHC  | 12ST        | 4                | 8              | 40 kW (54 KM)   | -                         | 08.1984–07.1986 |
| 1.3N         | 1297                  | R4          | OHC  | 13N         | 4                | 8              | 44 kW (60 KM)   | -                         | 08.1984–07.1987 |
| 1.3          | 1297                  | R4          | OHC  | 13NB        | 4                | 8              | 44 kW (60 KM)   | -                         | 08.1987–07.1989 |
| 1.3i         | 1297                  | R4          | OHC  | C13N        | 4                | 8              | 44 kW (60 KM)   | -                         | 09.1986–07.1990 |
| 1.3S         | 1297                  | R4          | OHC  | 13S/13SC    | 4                | 8              | 55 kW (75 KM)   | -                         | 08.1984–05.1986 |
| 1.4i         | 1389                  | R4          | OHC  | C14NZ       | 4                | 8              | 44 kW (60 KM)   | -                         | 01.1989–07.1991 |
| 1.4S         | 1389                  | R4          | OHC  | 14NV        | 4                | 8              | 55 kW (75 KM)   | -                         | 09.1989–07.1991 |
| 1.4Si        | 1389                  | R4          | OHC  | C14SE       | 4                | 8              | 60 kW (82 KM)   | -                         | 09.1986–07.1987 |
| 1.6i         | 1598                  | R4          | OHC  | C16LZ       | 4                | 8              | 55 kW (75 KM)   | -                         | 09.1986–07.1987 |
| 1.6i         | 1598                  | R4          | OHC  | C16NZ       | 4                | 8              | 55 kW (75 KM)   | -                         | 09.1987–05.1993 |
| 1.6i         | 1598                  | R4          | OHC  | E16NZ       | 4                | 8              | 55 kW (75 KM)   | -                         | 09.1987–05.1988 |
| 1.6S         | 1598                  | R4          | OHC  | 16SV        | 4                | 8              | 60 kW (82 KM)   | -                         | 09.1986–05.1988 |
| 1.6S         | 1598                  | R4          | OHC  | 16SH        | 4                | 8              | 66 kW (90 KM)   | -                         | 08.1984–08.1986 |
| 1.8S         | 1796                  | R4          | OHC  | E18NV/S18NV | 4                | 8              | 62 kW (84 KM)   | -                         | 09.1987–07.1988 |
| 1.8i         | 1796                  | R4          | OHC  | C18NZ       | 4                | 8              | 66 kW (90 KM)   | -                         | 06.1990–07.1991 |
| 1.8i         | 1796                  | R4          | OHC  | C18NE       | 4                | 8              | 74 kW (100 KM)  | -                         | 10.1985–07.1988 |
| 1.8i         | 1796                  | R4          | OHC  | 18SE        | 4                | 8              | 82 kW (112 KM)  | -                         | 09.1986–08.1991 |
| 1.8i GSi     | 1796                  | R4          | OHC  | 18E         | 4                | 8              | 85 kW (115 KM)  | -                         | 08.1984–08.1986 |
| 2.0i GSi     | 1998                  | R4          | OHC  | C20NE       | 4                | 8              | 85 kW (115 KM)  | -                         | 09.1986–05.1993 |
| 2.0i         | 1998                  | R4          | OHC  | C20SEH      | 4                | 8              | 95 kW (129 KM)  | -                         | 09.1986–07.1989 |
| 2.0i GSi 16V | 1998                  | R4          | DOHC | C20XE       | 4                | 16             | 110 kW (150 KM) | -                         | 03.1988–05.1991 |
| 2.0i GSi 16V | 1998                  | R4          | DOHC | 20XE        | 4                | 16             | 115 kW (156 KM) | -                         | 12.1987–05.1992 |

- Wysokoprężne

| Silnik | Pojemność skokowa cm³ | Typ silnika | Kod silnika | Liczba cylindrów | Liczba zaworów | Moc maksymalna | Przyśpieszenie 0-100 km/h | Lata produkcji    |
| ------ | --------------------- | ----------- | ----------- | ---------------- | -------------- | -------------- | ------------------------- | ----------------- |
| 1.5 TD | 1488                  | R4          | 15DT        | 4                | 8              | 53 kW (72 KM)  | -                         | 07.1988 – 07.1991 |
| 1.6 D  | 1598                  | R4          | 16D         | 4                | 8              | 40 kW (54 KM)  | -                         | 08.1984–01.1989   |
| 1.6 D  | 1598                  | R4          | 16DA        | 4                | 8              | 40 kW (54 KM)  | -                         | 01.1986–12.1989   |
| 1.7 D  | 1700                  | R4          | 17D         | 4                | 8              | 42 kW (57 KM)  | 16 s                      | 02.1989–07.1991   |
| 1.7 TD | 1686                  | R4          | 17DT        | 4                | 8              | 60 kW (82 KM)  | -                         | 09.1986–07.1991   |

### Następca
W 1991 roku zaprezentowano następcę – Opel Astra, który bazował konstrukcyjnie na Kadecie i który miał być jego szóstą generacją, jednak zdecydowano o ujednoliceniu nazw modeli marki oferowanych na rynku europejskim. Na bazie Opla Kadett Była produkowana Daewoo Nexia.